# コードギアス 反逆のルルーシュ ナナリーinワンダーランド
『コードギアス 反逆のルルーシュ ナナリーinワンダーランド』（コードギアス はんぎゃくのルルーシュ ナナリー イン ワンダーランド、CODE GEASS Lelouch of the Rebellion NuNNALLY IN WONDERLAND）は、『コードギアス』シリーズのスピンオフ作品である日本のOVA。
『コードギアス』シリーズの登場人物ナナリーを主人公にした新作ピクチャードラマアニメ。40ページに渡るフルカラー絵本も付属。一番くじフィギュアでのイラストアイデアから『不思議の国のアリス』のコンセプトが固まり、絵本企画を経てアニメ化が決定している。静止画中心のピクチャードラマであるものの、アニメーションパートもあり最終的には予定の倍以上の枚数になったという。

## ストーリー
ナナリーの「お話が聞きたい」という願いを全力で叶えるため、ルルーシュは『コードギアス』キャラにお話の登場人物になるようにギアスをかける。
こうしてナナリーは不思議な世界へと迷い込むことになった。

## 登場人物
ルルーシュ・ランペルージ
声 - 福山潤
物語のストーリーテラー。ナナリーの兄で重度のシスコン。
ナナリーを喜ばせるため『コードギアス』キャラにギアスをかけ、無理矢理自分の語る物語の登場人物にしてしまう。自分は物語には関与せずに登場人物に対するツッコミ役をしていたが、最後に他のキャラたちによって帽子屋にされてしまう。
ナナリー・ランペルージ
声  - 名塚佳織
本作品の主人公。ルルーシュの語る物語の主人公として、不思議の国を冒険する。不思議の国では眼が見え、歩くこともできる。
アーニャ・アールストレイム（白ウサギ）
声  - 後藤邑子
携帯電話で自画写真を撮る白ウサギ。三月ウサギとは「キャラが被る」という理由で仲が悪い。人参型の武器「モルドレッド」を持つ。
篠崎咲世子（ドードー）
着ぐるみを着たドードー。ナナリーを風呂に入らせその間に服を乾かす。
ラクシャータ・チャウラー（芋虫）
煙草をふかした芋虫。身体を小さくしたり、大きくする薬を発明した。
ミレイ・アッシュフォード（公爵夫人）
声  - 大原さやか
白ウサギの家にいた公爵夫人。イベントを考えていたところにナナリーが現れたため「ナナリー感謝祭」を開催することを決定する。
ニーナ・アインシュタイン（料理人）
声  - 千葉紗子
公爵夫人の料理人。料理全てにフレイヤを使っている。キレキャラで、よく奇声を上げている。
紅月カレン（三月ウサギ）
声  - 小清水亜美
白ウサギの家の隣の森に住んでいる三月ウサギ。料理人の奇声に迷惑しており、「いい加減にしろ!」と白ウサギの家に殴り込んで来た。「紅蓮（ぐれん）」という名前の人参型の武器を持つ。
リヴァル・カルデモンド（ヤマネ）
声  - 杉山紀彰
三月ウサギと一緒に来たヤマネ。公爵夫人に言い寄っているが、全く相手にされていない。
シャーリー・フェネット（子鹿）
声  - 折笠富美子
際どい服を着た小鹿。大切な何もかもを忘れたらしい。
天子（トゥイードルダム） & 皇神楽耶（トゥイードルディー）
分かれ道で出会った双子。見た目も年齢も違うが、双子だと言い張る。
黎星刻（ハンプティ・ダンプティ）
塀の上に立つタマゴ人間。改造人間ジャバウォックの話を聞かせる。
ジェレミア・ゴットバルト（ジャバウォック）
ハンプティ・ダンプティの話に出てくる改造人間。父親（バトレー・アスプリウス）に改造され、ギアスキャンセラーを持った。
ロイド・アスプルンド（大工）
声  - 白鳥哲
大工。お腹を空かせたナナリーのために自分の弁当を渡したが、本音はセイウチの作った怪しい弁当をナナリーに食べてもらおうと思っていた。しかし、ナナリーが逃げたため、結局は自分が弁当を食べることになった。
セシル・クルーミー（セイウチ）
声  - 井上喜久子
ロイドに弁当を作ったセイウチ。ただし、弁当は怪しい食材で作られているため、とても食べられたものではない。
ロロ・ランペルージ（にせ海亀）
声  - 水島大宙
甲羅以外は全裸の、にせ海亀。心臓の持病を抱えている。
ヴィレッタ・ヌゥ（グリフィン）
声  - 渡辺明乃
水着に翼を付けたグリフィン。一緒になった男がヘタレで悩んでいる。年齢も気にしている。
扇要（エビ）
グリフィンの夫。一日の会話は「あー」「うん」「お前に任せる」しか言わない。
C.C.（チェシャネコ）
声  - ゆかな
下着姿のチェシャネコ。ナナリーに元の世界への帰り方を教えるが、「兄と離れてこの世界にいた方がお前のためだ」と唆す。
ギルバート・G・P・ギルフォード（ユニコーン） & アンドレアス・ダールトン（ライオン）
街中で喧嘩をしていたが、相手にされず素通りされた。
シャルル・ジ・ブリタニア（ハートの王）
声  - 若本規夫
ハートの国の王。頭の帽子のハートが常に点滅している。
「城の中を通して」というナナリーのお願いに全く聞く耳を持たなかった。ハートの女王に頭が上がらない。
マリアンヌ・ヴィ・ブリタニア（ハートの女王）
声  - 百々麻子
ハートの国の女王。常にテンションが高く「首をちょん切るわよ!」が口癖。ナナリーにクロッケー勝負を挑む。
V.V.
ハートの女王の侍従。
ユーフェミア・リ・ブリタニア（白の女王）
声  - 南央美
白の女王。特別行政特区「クロッケー」を創るために、ハートの女王にクロッケー勝負を挑む。
コーネリア・リ・ブリタニア（白の王）
声  - 皆川純子
白の王。白の女王に振り回されている。
シュナイゼル・エル・ブリタニア（赤の王）
声  - 井上倫宏
クロッケー勝負に割り込んできた赤の王。「クロッケーで世界を支配する」と宣言する。
カノン・マルディーニ（赤の女王）
声  - 三戸耕三
赤の女王。常に、赤の王に寄り添っている。
ジノ・ヴァインベルグ（赤の騎士）
声  - 保志総一朗
ハートの城を抜けた先で出会った騎士。騎士業界でも有名なナンパ師で「ナンパ・オブ・スリー」と呼ばれている。
枢木スザク（白の騎士）
声  - 櫻井孝宏
白馬に乗って颯爽と現れた「ナイト・オブ・ゼロ」の名を冠する騎士。愛馬の名はランスロットアルビオン。
赤の騎士との勝負に勝ち、ナナリーを元の世界に帰す。
アーサー
黒猫。ナナリーと一緒に、ルルーシュの物語を聞いていた。

## スタッフ
- 監督・絵コンテ - 馬場誠
- 脚本 - 野村祐一
- 監修 - 谷口悟朗、大河内一楼
- キャラクター原案 - CLAMP
- キャラクターデザイン・作画監督 - 木村貴宏
- 色彩設計 - 岩沢れい子
- 美術監督 - 菱沼由典
- 特効 - 野村由美
- 音響監督 - 浦上靖夫
- 音楽 - 中川幸太郎、黒石ひとみ
- 製作 - サンライズ、バンダイビジュアル、博報堂DYメディアパートナーズ
- 製作 - ナナリー in ワンダーランド製作委員会